# Forest View
Forest View è un villaggio degli Stati Uniti d'America, situato nello Stato dell'Illinois, nella contea di Cook.